# 구축병마주
구축병마주(驅逐病魔呪)는 ‘질병과 잡귀를 몰아내는 주문’ 또는 ‘병마를 물리치게 하는 주문’이란 뜻이며, 증산도의 자료에 따르면, 이 주문은 불교와 도교에 전해지는 주문이라고 한다.

## 배경
구축병마주의 그 내용은 산스크리트 말을 한자로 음역했다고 하지만, 도가에서 산스크리트 주문을 받아들였는지, 정말로 이러한 주문이 불교에 있었는지는 확인할 수 없다. 다만 사바하는 산스크리트 진언으로 불교에서 사용되고 있기에, 그 영향을 받았다고 말할 수 있을 뿐이다. 또한 이 주문은 태을주가 포함되기에 증산계열의 종교에서도 사용 여부에 논란의 대상이 되기도 하였다.
마지막 구절의 사바하(娑婆訶)는 산스크리트 진언의 '스와하(svāhā)'를 한자로 음역하고 이를 현대 한국불교의 관용대로 읽은 것이다. 그래서 노파 파(婆) 자를 음역자 바(婆)로, '가'(訶)또한 '하'로 읽는다. 또한 여러 증산 계열 종교에서는 불교 전통에 따라 사바하라고 한다. 하지만 이 경우에서도 증산도에서만 불교나 혹은 다른 증산 계열의 전통을 무시하고 사파하라고, 대순진리회는 ㅎ 소리를 무시하고 '사바아'라고 읽는다.

## 비교
<증산계열 태을주, 太乙呪>
훔치 훔치 태을천상원군 훔리치야도래 훔리함리 사바하
(吽哆 吽哆 太乙天上元君 吽哩哆耶都來 吽哩喊哩 娑婆訶)

## 같이 보기
- 염불
- 주문
- 태을주

## 참고 자료
- 「협상의 법칙」, 주문(呪文) , 허브 코헨 저, 안진환 역, 청년정신(2004년, 83~85p)
- 「기적을 부르는 생각 치유법」, 간뇌학은‘생각’의 치유학이다,  이성권 저, 건강다이제스트사(2005년, 67~71p)
- 「예수 석가를 만나다」, 시무상주(是無上呪), 이명권 저, 코나투스(2006년, 212~219p)